# 金策工業綜合大學
金策工業綜合大學（朝鲜语：／），是朝鲜民主主义人民共和国的一所大学。原來成立於1948年，原名平壤工業學院，1951年起以已故朝鮮人民軍總司令金策命名，更名为金策工業學院。1998年時再被升格為大學。 在2005年時，擁有18個學系，約80多個專業學科，約有10,000多名學生及2,000多名教職員，並有10間研究所及一間博士院。設有54個實驗室及藏書高達600,000冊的傳統圖書館，校園面積達400,000平方米。在2002年增設了信息科學技術大學和機械科學技術大學。現任校長為洪瑞憲。

## 院系設置
- 机械科学技术大学
- 信息科学技术大学

- 矿业工程系
- 冶金工程系
- 材料工程系
- 热工程系
- 船舶海洋工程系
- 工业经营系等学系
- 電腦工程學系

- 博士院

- 冶金研究所
- 材料研究所
- 半导体集成电路研究所
- 物理工程学研究所

## 博士院
- 院長是金元一教授。
- 該院選拔成績優異的本科畢業生進行培養，形式是在國家關心的項目中選定研究課題，獨立進行研究。該院重點是培養院生的創造應用能力。[1]

## 電子圖書館
2006年開幕的五層建築物，另有地下層，總建築面積達1.6萬多平方米，可以容納2,000多名讀者使用，有12個電子閱覽室、12個圖書閱覽室、4個閱覽廳、電子目錄室、國際交流室、遙控講堂等逾100個房間，全部裝設了新式的進口設備。全國各地用戶可以透過朝鮮的光明網接駁到該館。該館服務實施全面電腦化，讀者可通過電腦檢索系統查找資料。該館又建立了遙控教育系統，可以對外進行社會教育、函授、網絡教學及夜間教育。

## 體育館
樓高二層，另有地下層，總建築面積為1.4萬多平方米，可容納4000多人。該館設有主比賽廳、4個訓練場、排球、籃球、乒乓球、拳擊、體力訓練場、體育科技普及室等專室和文化藝術演出場地，此外，還有理髮室和澡堂等設施。

## 著名教員
- 白永哲博士，他是該校博士院輔導教師、院士、教授，也是朝鮮電力學的權威。他取得數十項科研成果，如興南化肥廠回轉變流器防止閃落對策研究、防止電壓不穩定狀態的研究、該國北部電力系統安全裝置的研究、中小型電站用電壓自動調節器同步電動機的研究等等。他又曾編寫《電力系統工程學》等數十本教科書和參考書，共7萬多頁，並因此獲頒授“金日成獎”。[4]